# Diarmuid Ua Duibhne
Diarmuid Ua Duibhne ("Diarmuid ze znamieniem miłości") – w mitologii celtyckiej syn (wychowanek) Aengusa i Caer.
Jego ojcem był bóg śmierci Donn, który oddał chłopca w dzieciństwie bogu Aengusowi na wychowanie. Diarmuid został feniańskim wojownikiem. Pewnej nocy w trakcie polowania Diarmuid i jego trzej towarzysze znaleźli schronienie w leśnej chatce. Przyjęła ich tam piękna dziewczyna, która zdecydowała się spać wyłącznie z Diarmuidem. Przedstawiła się jako Młodość, a znamię, którym go naznaczyła, spowodowało, że każda kobieta, która nań spojrzy, od razu się w nim zakocha. Stało się to za sprawą boga Aengusa. W rezultacie zdesperowane, zakochane kobiety były przyczyną wielu kłopotów w życiu celtyckiego bohatera. Najbardziej zawzięta w swoich poczynaniach była córka najwyższego króla Cormaka Mac Arta, Gráinne. Dziewczyna miała zostać żoną feniańskiego wodza Fionna mac Cumhaila, ale pożądała tylko Diarmuida i w końcu przekonała go, aby z nią uciekł. Wojownicy feniańscy ścigali ich przez szesnaście lat i dopiero w wyniku interwencji króla oraz boga Aengusa zgodzili się, lecz niechętnie do zaprzestania pościgu. Wydawało się, że Diarmuid i Gráinne zaznają szczęścia w życiu, jednak Diarmuid nie mógł uciec przed swoim przeznaczeniem. Jego prawdziwy ojciec zabił jego nowo narodzonego brata, podejrzewając, że w rzeczywistości spłodził go majordomus boga Aengusa, Roc. Ten wskrzesił jednak dziecię pod postacią zaczarowanego dzika i nakazał, by ten zabił Diarmuida. Stało się to na jednym z polowań, jakie odbywał w tym czasie w towarzystwie Cormaka mac Arta i Fionna mac Cumhailla. W trakcie natarcia dzika jego psy uciekły spłoszone, strzały nie imały się jego łba a miecz pękł na dwoje. Ostatecznie Diarmuid w wyniku odniesionych ran wykrwawił się na śmierć. Konającego bohatera odnalazł Fionn mac Cumhail, zanim nadeszła reszta drużyny. Ten nie chciał przynieść wody umierającemu, a gdy przyszli pozostali myśliwi było już za późno na ratunek. Gráinne nie mogła przeboleć starty, ale była wdzięczna Aengusowi za zaopiekowanie się ciałem Diarmuida. Bóg zabrał zwłoki bohatera do swojej siedziby nad rzeką Boyne i tchnął w Diarmuida nową duszę, dzięki czemu kochankowie mogli rozmawiać ze sobą każdego dnia. Tym samym młody bohater stał się jednym z Tuatha Dé Danann, którzy w tym czasie musieli opuścić powierzchnię ziemi i zamieszkać pod wzgórzami Irlandii.